# Trophées du Sunside
Les Trophées du Sunside, créé en 2001 par Stéphane Portet, directeur du Sunset-Sunside, en partenariat avec la Sacem, est l'un des concours les plus importants pour les nouveaux musiciens de la scène jazz et un véritable indicateur de l'évolution du jazz en France[réf. nécessaire].
Il récompense chaque année un jeune talent. Un jury, composé de célèbres musiciens de jazz vote afin de définir un vainqueur ; il y a différents prix, mais celui qui définit le gagnant de l'année est le prix de groupe, le leader du groupe reçoit le 1er prix des Trophées du Sunside, les autres prix sont secondaires.
Les lauréats gagnent, entre autres, des contrats de concerts dans les festivals de jazz internationaux, un enregistrement sur un label, des articles et une promotion dans les médias spécialisés (Jazzman, TSF, France Musique, etc.), et surtout, un gage de réussite et de notoriété offrant la possibilité d'envisager une carrière internationale[réf. nécessaire].

## 1er Prix Meilleur Groupe
- 2001 : Alex Terrier
- 2002 : Yaron Herman
- 2003 : Leïla Olivesi
- 2004 : Max Pinto
- 2005 : Karim Gherbi
- 2006 : Boris Pokora
- 2007 : Scott Tixier
- 2008 : Oxyd
- 2009 : Nagual Orchestra
- 2010 : Fiona Monbet
- 2011 : Chloé Cailleton
- 2012 : Note Forget, The Project
- 2016 : Julien Marga

## 2e Prix Meilleur Groupe
- 2017 : Marie Mifsud (2e prix meilleur groupe)

## 1er Prix Soliste[1],[2],[3]
- 2009 : Tam de Villiers
- 2010 : Gabriel Lemaire (Walabix)
- 2011 : Ariel Tessier (Paul Jarret quintet)